# Canadian Hockey Association (1909–1910)
- Amateur Hockey Association (1893–1898)
- Canadian Amateur Hockey League (1898–1905)
- Eastern Canada Amateur Hockey League (1905–1906)
- Eastern Canada Amateur Hockey Association (1906–1909)
- Canadian Hockey Association (1909–1910)
- National Hockey Association (1909–1917)
- National Hockey League (seit 1917)

Die Canadian Hockey Association wurde 1909 als höchste Eishockeyliga, die Eastern Canada Amateur Hockey Association ersetzend, gegründet. Die Liga brach im Januar 1910, ohne dass die Meisterschaft beendet worden wäre, zusammen und wurde dann mit der National Hockey Association zusammengeschlossen. Die fünf Mannschaften, die an der Liga teilnahmen, waren: All-Montréal HC, Montréal Nationals, Montreal Shamrocks, Ottawa Senators und Quebec Bulldogs.